# Albert Cartier
Albert Cartier (Vesoul, 22 november 1960) is een Frans voormalig voetballer en voetbaltrainer. 

## Spelerscarrière
Cartier speelde in de jeugd van AS Vagney en INF Vichy. Hij maakte zijn profdebuut echter bij AS Nancy. Na zeven jaar bij Nancy te hebben gespeeld, vertrok hij in 1987 naar FC Metz. Met Metz won hij in het seizoen 1987/88 de Coupe de France. Hij beëindigde zijn carrière in 1995.

## Trainersloopbaan
Cartier begon zijn trainersloopbaan bij de reserves van FC Metz in 1996. Hij werd er hoofdtrainer in december 2000 en verving daarmee Joël Muller. Na een jaar hoofdtrainer bij de club die hij het langst diende, werd hij ontslagen omdat Metz verloren had van een amateurteam in de Coupe de France. Hij vertrok naar FC Gueugnon in de Ligue 2. Na twee seizoenen verhuisde hij naar België, naar RAA Louviéroise. In juli 2005 werd Cartier benoemd tot hoofdcoach bij FC Brussels. Hij werd er op 22 januari 2008 ontslagen na de 7–2-nederlaag tegen KVC Westerlo. Zes dagen later werd hij de nieuwe trainer van RAEC Mons uit Bergen. Ondanks de goede resultaten verliet hij de club op het einde van seizoen 2007/08. Hij tekende hierna een eenjarig contract bij AFC Tubize. Na de degradatie besloot Cartier om in Griekenland bij APS Panthrakikos te gaan coachen. Op 24 september 2010 volgde hij Eziolini Capuano op als trainer bij KAS Eupen. Op 13 april werd hij bij de promovendus ontslagen. Op 4 juni 2012 maakte Cartier zijn rentree op de Franse voetbalvelden, opnieuw bij FC Metz. Hij slaagde erin Metz van de Championnat National naar de Ligue 2 te loodsen. In het seizoen 2013/14 werd hij met Metz zelfs kampioen van de Ligue 2, dus dwong hij promotie naar de Ligue 1 af. Echter degradeerde hij met Metz direct weer naar de Ligue 2. Hierna werd hij ontslagen en vervangen door José Riga. Cartier tekende daarna een contract bij FC Sochaux, eveneens uitkomend in de Ligue 2. Tussen 2017 en 2018 was Cartier kortstondig coach van Gazélec FCO Ajaccio. In oktober 2019 leek Cartier naar het Tunesische Étoile Sportive du Sahel te gaan, maar de overgang ging op het laatste moment niet door. In maart 2021 werd Cartier aangesteld als hoofdtrainer van FC Bastia-Borgo.

## Erelijst

### Als speler
Metz
- Coupe de France

1987/88

### Als coach
Metz
- Ligue 2

2013/14